# Oktaha
Oktaha és un poble dels Estats Units a l'estat d'Oklahoma. Segons el cens del 2000 tenia 327 habitants.

## Demografia
Segons el cens del 2000, Oktaha tenia 327 habitants, 110 habitatges, i 91 famílies. La densitat de població era de 485,6 habitants per km².
Dels 110 habitatges en un 41,8% hi vivien nens de menys de 18 anys, en un 60% hi vivien parelles casades, en un 19,1% dones solteres, i en un 16,4% no eren unitats familiars. En el 13,6% dels habitatges hi vivien persones soles el 5,5% de les quals corresponia a persones de 65 anys o més que vivien soles. El nombre mitjà de persones vivint en cada habitatge era de 2,97 i el nombre mitjà de persones que vivien en cada família era de 3,25.
Per edats la població es repartia de la següent manera: un 31,5% tenia menys de 18 anys, un 8,9% entre 18 i 24, un 30% entre 25 i 44, un 18,3% de 45 a 60 i un 11,3% 65 anys o més.
L'edat mediana era de 32 anys. Per cada 100 dones de 18 o més anys hi havia 83,6 homes.
La renda mediana per habitatge era de 24.844 $ i la renda mediana per família de 30.556 $. Els homes tenien una renda mediana de 23.958 $ mentre que les dones 21.250 $. La renda per capita de la població era d'11.174 $. Entorn del 18,5% de les famílies i el 19,1% de la població estaven per davall del llindar de pobresa.

## Poblacions més properes
El següent diagrama mostra les poblacions més properes.